# Tlanchana

Se dice que entre en el llano de Metepec-Lerma reinaba una criatura, mitad mujer y mitad serpiente acuática. Era Atlanchane (del náhuatl: ātlān chāneh ‘(la que) tiene una casa en el agua, (la que) vive en el agua’). Estaba emparentada con la deidad Tezcatlipoca y se confunde comúnmente con la Acihuatl. Aunque esta última tiene cola de pez según las tradiciones de los nahuas de la huasteca.

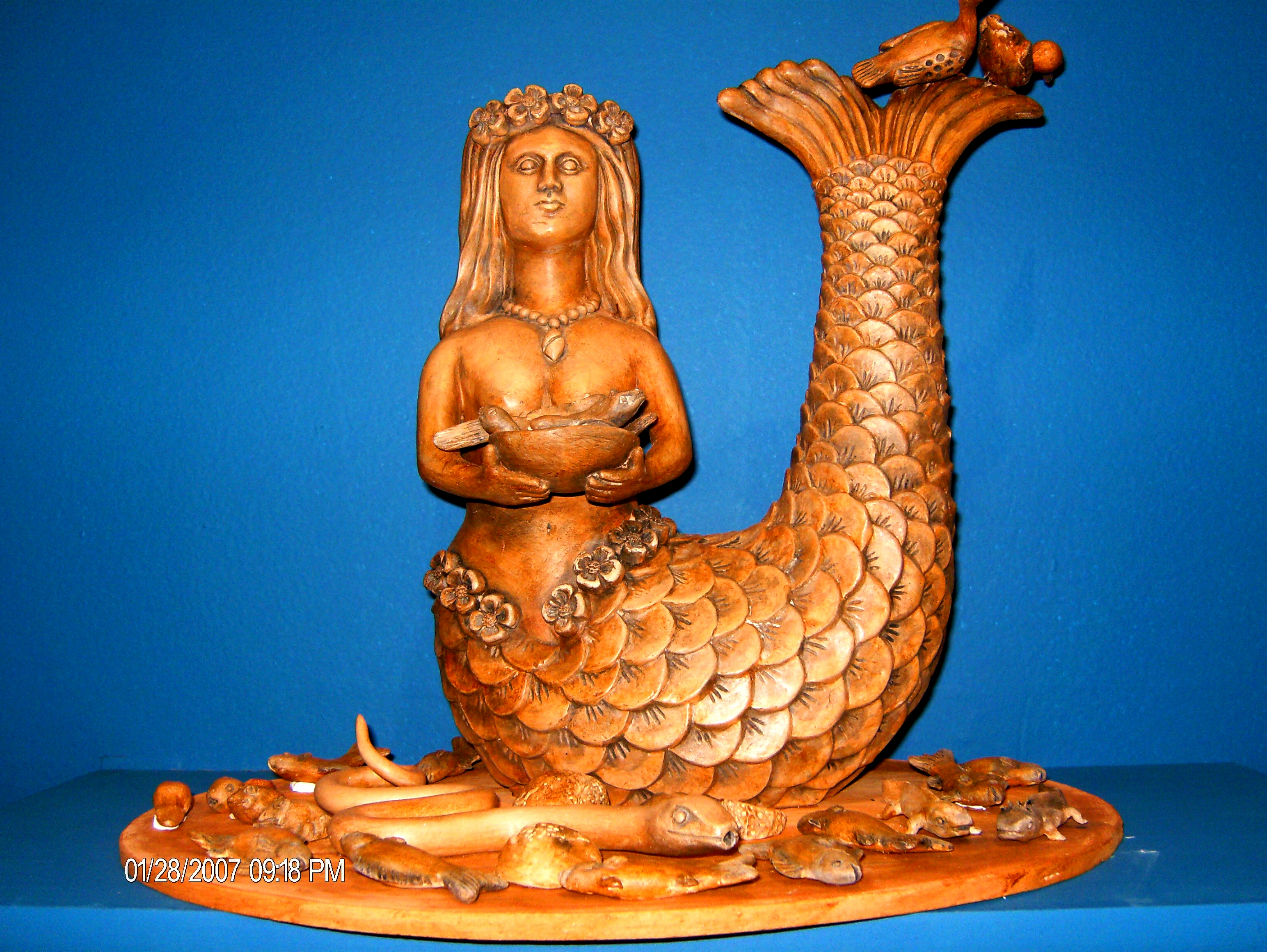
Artesanía de Metepec de Barro natural exhibida en el Museo de la Casa del Risco

En tiempos de la antigüedad había en el oriente una laguna enorme llamada Las Nueve Aguas(Chignahuapan), que comprendía las lagunas de Metepec, la de San Pedro Tultepec y la de Lerma). Los habitantes ribereños eran conocidos como "hombres de las redes"(en Náhuatl  "Matlatzincas" )debido a su oficio de pescadores y cazadores de aves acuáticas. Y sus pueblos se denominaban según el lugar que les ocupaban en este ámbito: Donde nace la laguna(Almoloya); A la orilla del agua(Atenco); Cerro en el tular (Tultepec); Cerro de los Magueyes (Metepec).

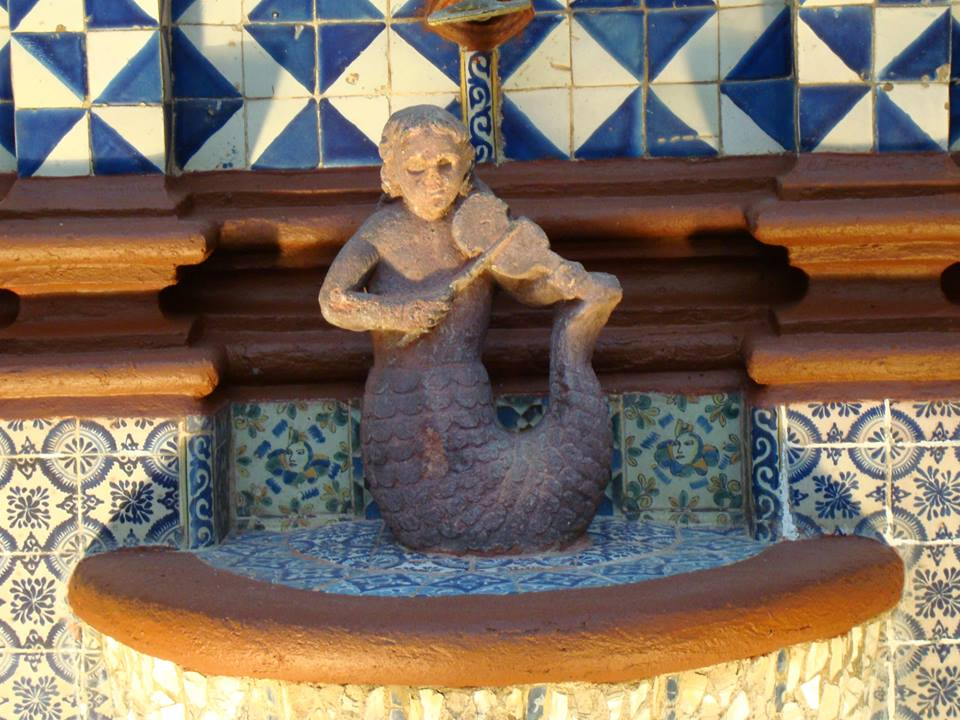
Sirena Decorativa como elemento acuático de la Fuente de la Casa del Risco

Iban y venían los pescadores por la laguna. La madre ciénega era generosa y prodigaba a sus hijos protección y sustento. Cuentan que entre los matorrales de tule, sobre el gran islote, podría verse efímeramente la figura de una hermosa y escultural mujer que emergía de entre las frías aguas. Su silueta era iluminada por los destellos de luz que la Luna reflejaba en la corona y demás joyas que ataviaban su desnudez. Era una poderosa señora, con torso y cabeza de mujer, hermoso rostro y larga cabellera. El resto de su cuerpo era mutable: tomaba la forma de una gruesa serpiente acuática, si su ánimo era fiero; un pez, cuando apetecía nadar por las lagunas y colmar las redes de los pescadores a quienes atraía con su canto; piernas humanas, si deseaba salir del agua e ir a las aldeas, en busca del elegido de su corazón. Esta maga anfibia tenía poderes adivinatorios: había que consultarla antes de la pesca y de la batalla, de la siembra o del matrimonio. Su nombre, según los otomíes, era Acpaxapo, una diosa acuática, hija de la luna, madre y creadora de todo ser vivo. Los Matlazincas, hombres de la red confiaban en ella para mantener el equilibrio entre tierra y agua, condición necesaria para que no faltara el alimento. En náhuatl se decía que era la hechicera de la laguna, madre de los peces, Atl-tonan Chane, a quien después llamaron Tlanchana. 

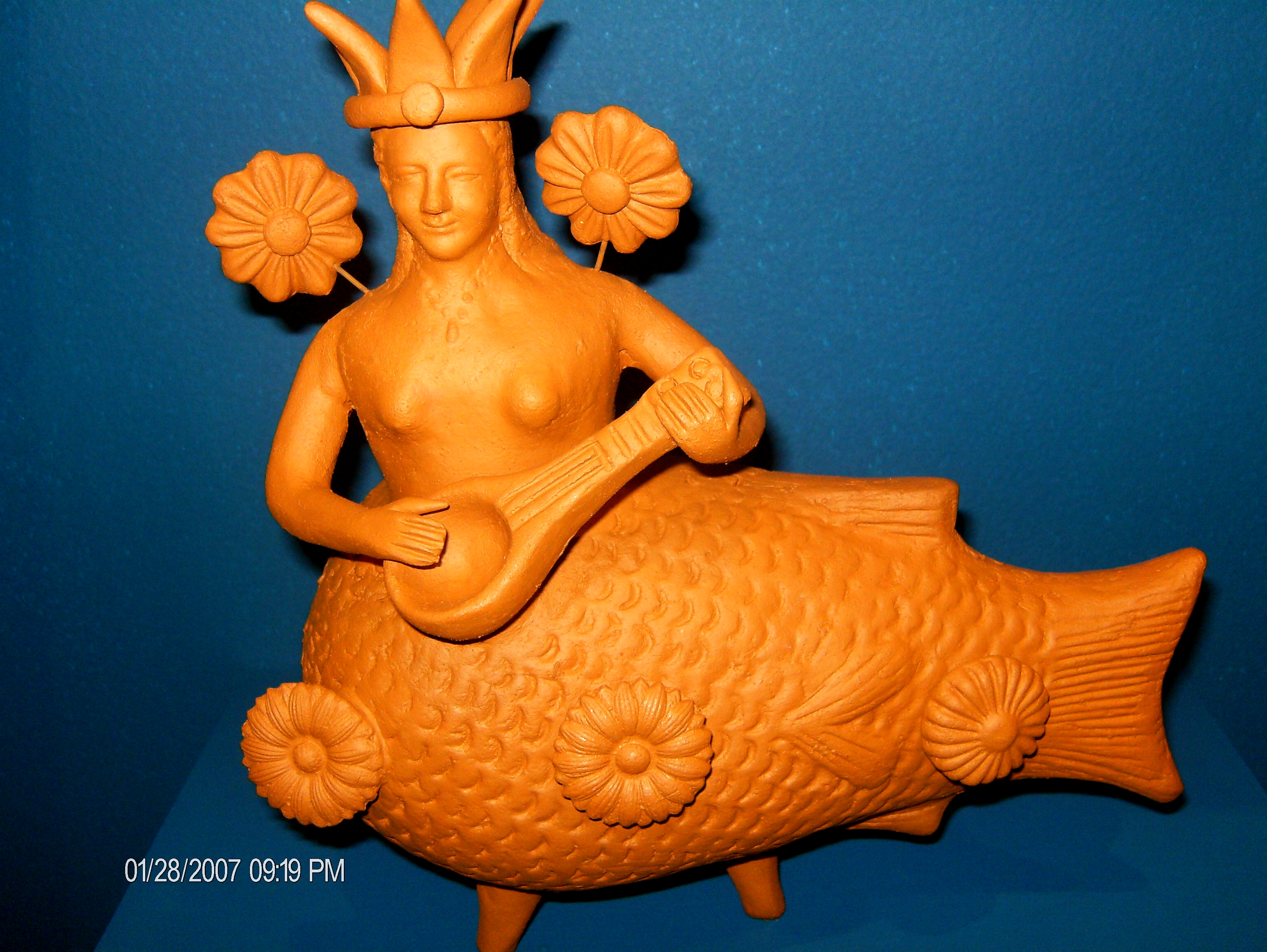
Sirena de barro natural exhibida en el Centro Cultural Isidro Fabela

La tradicional representación de la Tlanchana es en barro, y es una artesanía que distingue a Metepec a nivel nacional e internacional. Su forma es mitad pez, coronada y con flores, tocando una guitarra, pigmentada con tintes naturales; en las casas de antaño siempre había una Tlanchana para que no faltara el alimento, pues la flora y fauna de los ríos y las ciénagas eran el sustento de las familias de la zona.

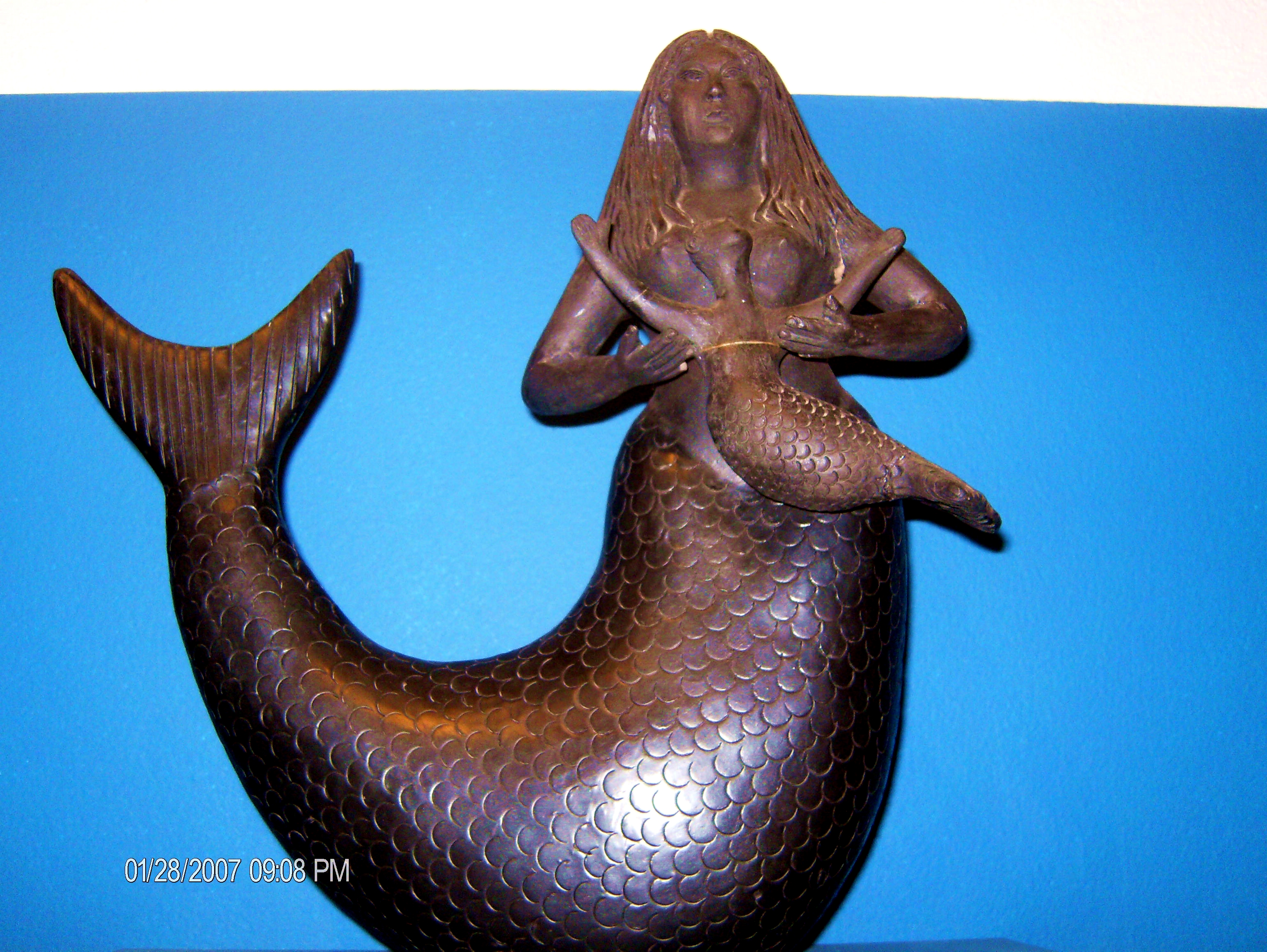
Artesanía Expuesta